# هکتور لوسک
هکتور لوسک (به انگلیسی: Hector Levesque) (متولد ۱۹۵۱) یک کانادایی‌ها دانشگاهی و محقق در هوش مصنوعی است. تحقیقات او مربوط به گنجاندن استدلال عقلانی در سیستم‌های هوشمند است و او چالش طرح‌واره‌های وینوگراد را آغاز کرد.

## تحصیلات
او مدرک کارشناسی، کارشناسی ارشد و دکترای خود را به ترتیب در سال‌های ۱۹۷۵، ۱۹۷۷ و ۱۹۸۱ از دانشگاه تورنتو دریافت کرد. مشاور دکترای او جان میلوپولوس بود. پس از فارغ‌التحصیلی، سمتی را در آزمایشگاه فیرچایلد برای تحقیقات هوش مصنوعی در پالو آلتو پذیرفت و سپس به هیئت علمی دانشگاه تورنتو پیوست که از سال ۱۹۸۴ در آنجا مشغول تحقیقات و کار است.